# Nawrot polny
Nawrot polny (Buglossoides arvensis L.)  – gatunek rośliny należący do rodziny ogórecznikowatych. Pierwotnie gatunek śródziemnomorsko-irano-turański. Współcześnie występuje w południowej i środkowej Europie oraz w Azji Zachodniej. W Polsce jest pospolity na niemal całym niżu, rzadszy lub lokalnie brak go w Karpatach i na północnym wschodzie.

## Morfologia

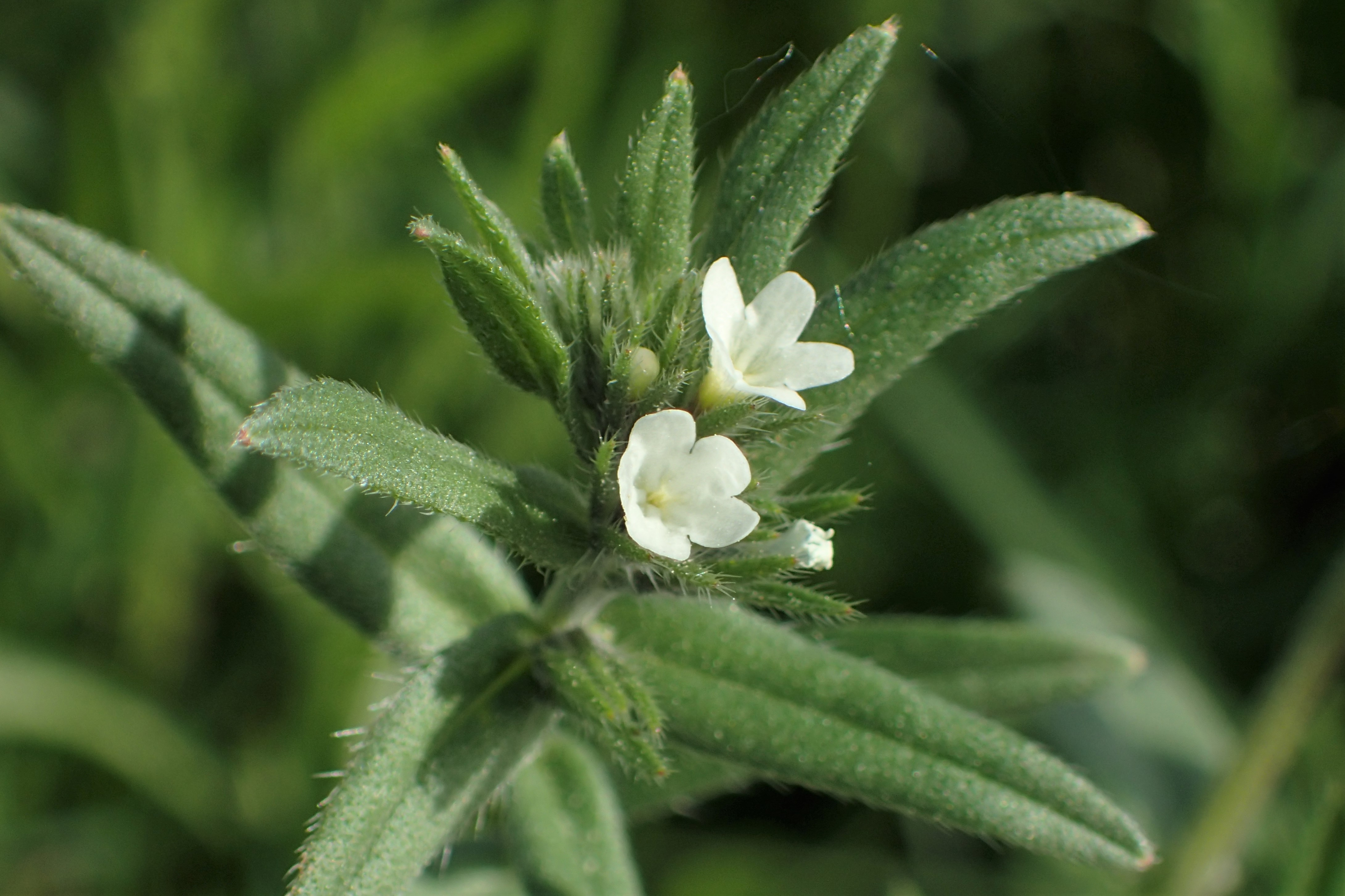
Kwiaty

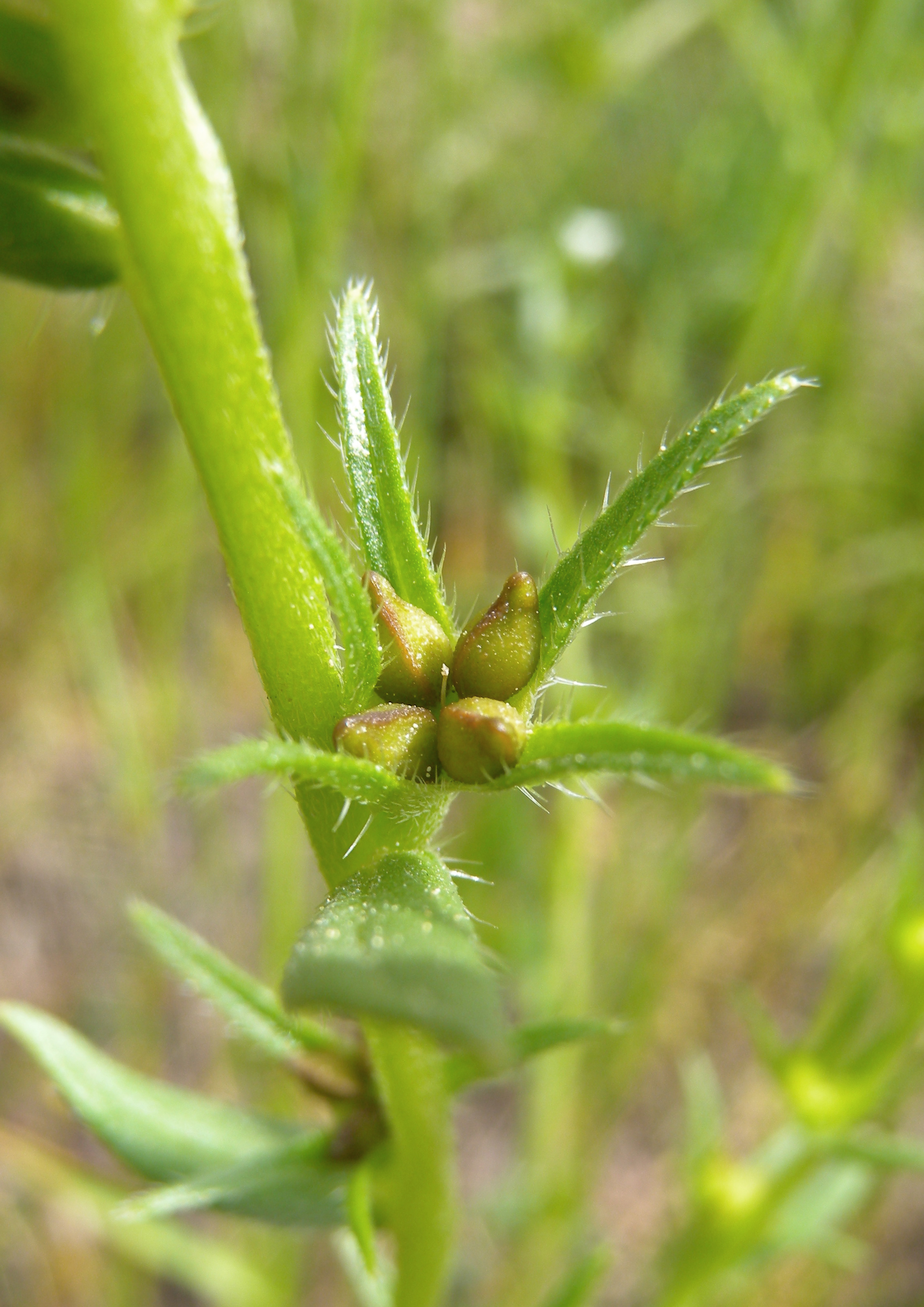
Owoce

PokrójRoślina zielna, szarawa, szorstko przylegająco owłosiona.
ŁodygaWysokości 20–60 cm, pojedyncza lub słabo rozgałęziona, z podłużnymi listewkami posiada 2–3 rozgałęzień, jest krótko i szorstko owłosiona, stosunkowo rzadko ulistniona.
LiścieDolne – krótkoogonkowe, łopatkowate lub podługowatolancetowate; wyższe – skrętoległe, siedzące, lancetowate, całobrzegie, zaostrzone, szorstko przylegająco owłosione, jasnozielone, posiadają wyraźnie widoczny nerw centralny. Liście bez wystających nerwów bocznych.
KwiatyKwiatostan w postaci 1–2 ulistnionych skrętków, wydłużających się podczas kwitnienia. Kwiaty krótkoszypułkowe. Kielich rozcięty prawie do nasady; działki wydłużają się w czasie owocowania. Kwiaty promieniste. Korona kwiatu drobna, lejkowata, o białej lub żółtawobiałej koronie; rurka korony biała lub fioletowa: z zewnątrz miękko owłosiona, wewnątrz 5 omszonych aksamitnych fałdów, włoski wzdłuż nerwów pomiędzy pręcikami; 10 bardzo drobnych łuseczek u nasady rurki. Pręcików 5, słupek 1, zalążnia górna, 4-dzielna.
OwoceBrązowoszare rozłupki, guzkowate, 4 lub mniej, wielkości 3,5 mm, jajowatotrójgraniaste, bardzo twarde. Z czterech rozłupek zwykle trzy opadają, a jedna pozostaje w kielichu; w czasie młócenia przedostaje się do ziarna.

## Biologia i ekologia
Roślina roczna; jara lub ozima. Kwitnie od kwietnia do czerwca, czasem do sierpnia. 

### Siedlisko
Występuje na niżu i rzadziej w niższych partiach gór. Rośnie na glebach gliniastych, zasobnych w węglan wapnia, ale rozwija się także na glebach piaszczystych.
W obszarze pierwotnego zasięgu występuje w murawach kserotermicznych i na skałach. Rozprzestrzeniony (w Europie Środkowej jest archeofitem znanym od neolitu) rośnie na polach, w ogrodach, na przydrożach, nieużytkach, jako chwast w uprawach zbóż ozimych i w uprawach okopowych. Jest rośliną synantropijną. Gatunek charakterystyczny dla rzędu Centauretalia cyani (klasa Stellarietea mediae).

## Zmienność
W obrębie gatunku wyróżnia się trzy podgatunki:
- Buglossoides arvensis subsp. arvensis
- Buglossoides arvensis subsp. occidentalis Franco
- Buglossoides arvensis subsp. sibthorpiana (Griseb.) R.Fern.

## Zastosowanie
Czerwony barwnik zawarty w korzeniu wykorzystywany był niegdyś do barwienia ust, podobnie jak współcześnie szminka.